# Dix-huitième Trou
Dix-huitième Trou (Diciottesima buca) est une nouvelle fantastique de Dino Buzzati, incluse dans le recueil Le K publié en 1966.

## Résumé
Un directeur d'entreprise âgé de 54 ans joue au golf avec un de ses amis, sa fille et son futur gendre. La partie voit s'affronter d'un côté l'industriel et sa fille, et de l'autre l'ami et le jeune prétendant. 
Tout au long du parcours, le personnage principal montre une habileté déconcertante et inhabituelle pour jouer les coups jusqu'à ce que, un peu fatigué, il s'attaque au dix-huitième trou. Sa balle est égarée alors que le soir tombe. En la cherchant, le gendre tombe sur un curieux crapaud.